# 森基夫卡 (鮑里斯皮爾區)
50°26′7″N 31°5′2″E / 50.43528°N 31.08389°E
森基夫卡（烏克蘭語：Сеньківка）是位於烏克蘭北部的村莊，由基辅州鲍里斯皮尔区的鲍里斯皮尔市镇負責管轄。該村距離鮑里斯皮爾15公里，始建於1697年，面積3.9平方公里，海拔高度103米，2001年人口1,068。